# Hexatoma glabricornis
Hexatoma glabricornis là một loài ruồi trong họ Limoniidae. Chúng phân bố ở miền Ấn Độ - Mã Lai.